# Madejski Stadium
Das Madejski Stadium (durch Sponsorenvertrag offiziell Select Car Leasing Stadium) ist ein Fußballstadion in der englischen Stadt Reading, Grafschaft Berkshire, Vereinigtes Königreich. Es bietet 24.161 Zuschauern überdachte Sitzplätze und ist das Heimspielstätte des Fußballvereins FC Reading und es war bis 2020 auch die Spielstätte des Rugby-Union-Clubs London Irish.

## Geschichte
Das Stadion in Reading wurde am 22. August 1998 eingeweiht. Benannt ist das Stadion nach dem Unternehmer John Madejski, dem Vereinspräsidenten des FC Reading. Es befindet sich am südlichen Stadtrand nahe der Autobahn M4 und entstand auf dem Gelände einer ehemaligen Mülldeponie. Rund um das Stadion sind in den Boden Entlüftungsventilatoren eingelassen, um das aufsteigende Methangas abzuleiten. Die Baukosten betrugen rund 50 Millionen £. Das Spielfeld besteht seit 2007 aus einem Naturrasen verstärkt mit eingelassenen Kunstrasenfasern. Die Kosten für das künstliche Grün beliefen sich auf rund 750.000 £. Im Stadion verteilt stehen 128 Plätze für Rollstuhlfahrer bereit. Zum Stadionkomplex gehört das 4-Sterne-Hotel Millennium Madejski Hotel Reading.
In der Saison 2006/07 war der FC Reading erstmals in der Premier League vertreten. In der Folge war das Stadion fast immer ausverkauft. Um der gestiegenen Nachfrage gerecht zu werden, plante der Verein den Ausbau um mindestens 10.000 weitere Sitzplätze.
2021 schloss der FC Reading einen Sponsorenvertrag über zehn Jahre mit dem lokalen Unternehmen Select Car Leasing.

## Tribünen
Die doppelstöckige Haupttribüne im Westen (West Stand) beherbergt u. a. den Hauptticketschalter, ein Konferenzzentrum (Royal Berkshire Conference Centre) mit 700 Plätzen plus vier Räumen mit 100 Plätzen, Restaurants, Vereinsbüros, den Megastore des Vereins und den Spieler-Eingang. Die Nordtribüne hinter den Toren (Eamonn Dolan Stand) wie auch der Osttrang (East Stand) steht den Heimfans zur Verfügung. Die Gästefans sind auf der Hintertortribüne im Süden (South Stand) ansässig.
Im Juli 2016 kündigte der FC Reading an, das die Nordtribüne in Zukunft den Namen des ehemaligen Spielers und Trainers Eamonn Dolan tragen wird, der am 20. Juni 2016 im Alter von 48 Jahren an einer Krebserkrankung verstarb. Offiziell wird der Eamonn Dolan Stand mit dem neuen Namen am 6. August 2016 bei der Saisoneröffnung gegen Preston North End eingeweiht.
- West Stand: 7.579 Plätze[7]
- East Stand: 7.286 Plätze
- Eamonn Dolan Stand: 4.946 Plätze
- South Stand: 4.350 Plätze
- Behindertengerechte Plätze: 67 Plätze

## Veranstaltungen
Der Rugby-Union-Verein London Irish mietete bis 2020 das Stadion für seine Heimspiele, außerdem ist es das Ziel des jährlich stattfindenden Reading-Halbmarathons. Der Rugbyverein Richmond FC spielte in der Saison 1998/99 im Stadion von Reading. Im Madejski Stadium finden regelmäßig Konzerte statt, darunter das Summer-XS-Festival. Aufgetreten sind bisher unter anderem Red Hot Chili Peppers, Blue, Busted, Craig David, Elton John, Girls Aloud, Lulu, McFly und Rachel Stevens.

## Galerie

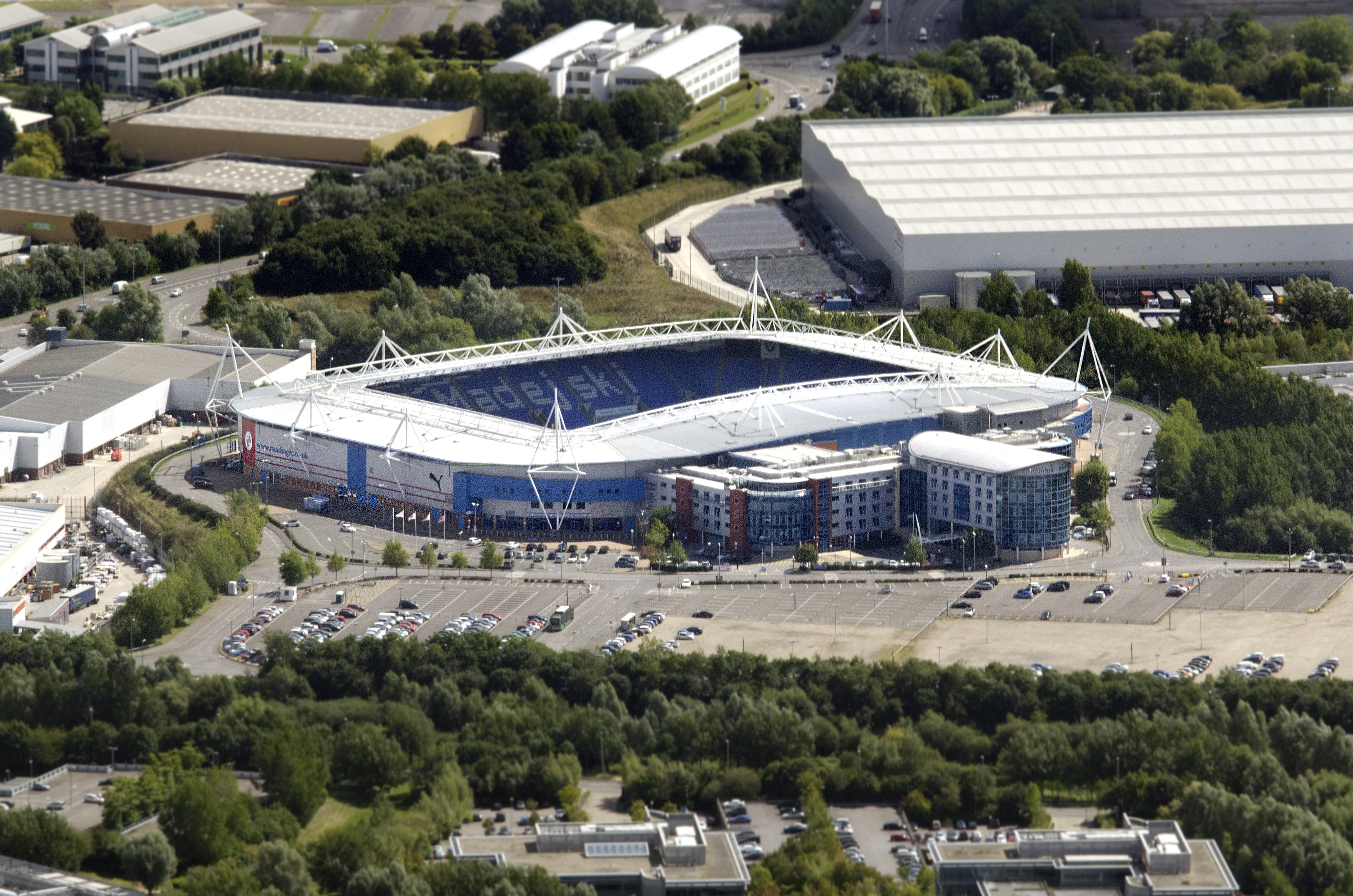
Luftbild vom August 2014
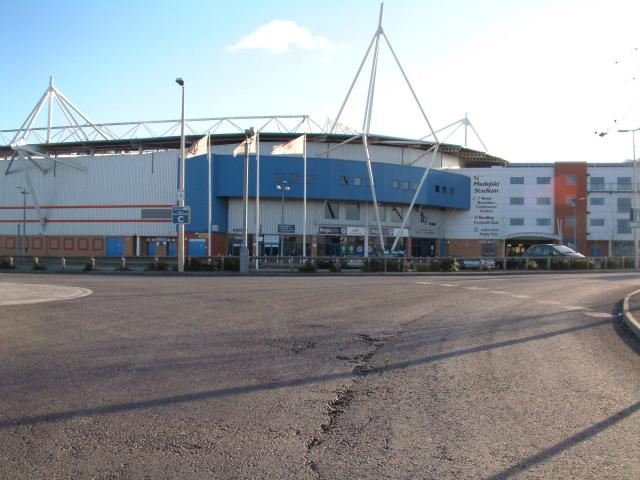
Fassade des Stadions
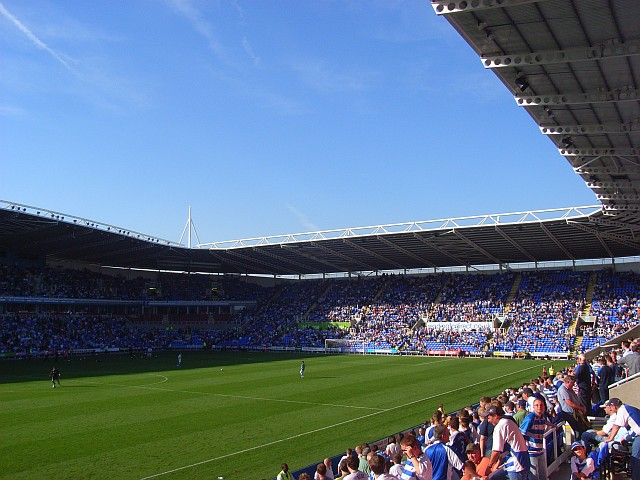
Die Innenansicht des Madejski Stadium
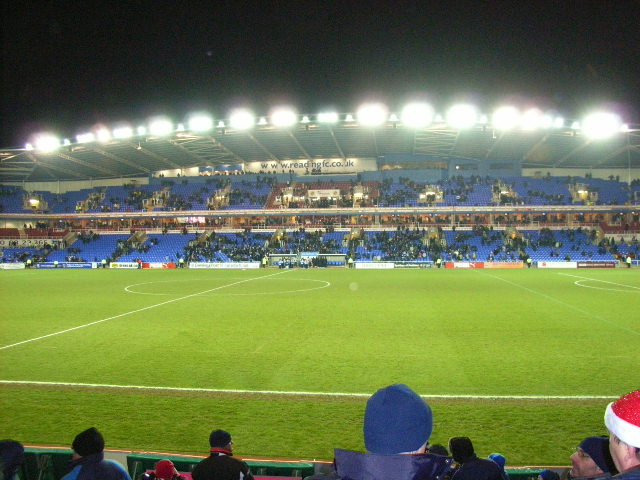
Stadion unter Flutlicht
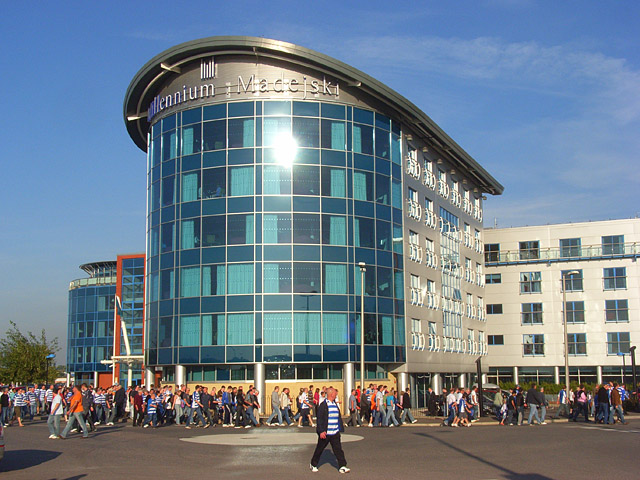
Das Millennium Madejski Hotel

## Besucherrekord und Zuschauerschnitt
Der Besucherrekord wurde am 17. November 2012 bei einem Spiel der Premier League des FC Reading gegen den FC  Everton aufgestellt. Zu der Partie fanden sich 24.184 Zuschauer im Madejski Stadium ein.
- 2013/14: 19.171 (Football League Championship)
- 2014/15: 17.022 (Football League Championship)
- 2015/16: 17.285 (Football League Championship)
- 2016/17: 17.505 (EFL Championship)
- 2017/18: 16.656 (EFL Championship)
- 2018/19: 14.991 (EFL Championship)
- 2019/20: 14.407 (EFL Championship)

## Transport
An Spieltagen von Reading wird das Stadion von einem Netz von Sonderbussen bedient, die von Reading Buses und Stagecoach Buses bereitgestellt werden. Wenn keine Spiele stattfinden, kann das Stadion vom Stadtzentrum von Reading mit den Greenwave-Buslinien von Reading Buses erreicht werden. Der geplante Bahnhof Green Park, der sowohl das Stadion als auch den angrenzenden Green Park Business Park bedienen wird, soll bis Ende 2020 eröffnet werden. Der neue Bahnhof wird nur knapp 1,6 km Fußweg vom Stadion entfernt sein.